# Kathrine Kressmann Taylor
Kathrine Kressmann Taylor, publikující pod pseudonymem Kressmann Taylor (19. srpna 1903, Portland, Oregon, Spojené státy americké – 14. července 1996) byla americká spisovatelka, která se proslavila především novelou Adresát neznámý z roku 1938.

## Život
Narodila se v Portlandu, Oregon, v roce 1903. V roce 1924 absolvovala Univerzitu v Oregonu. Přestěhovala se do San Francisca a pracovala jako reklamní textařka. V roce 1928 si vzala za manžela Elliotta Taylora, majitele reklamní agentury. V roce 1938 se přestěhovali do New Yorku. Ve stejném roce vydal časopis Story její příběh Adresát neznámý. Protože vydavatel považoval příběh za příliš silný na to, aby mohl vyjít pod ženským jménem, byl vydán pod „mužským“ pseudonymem Kressmann Taylor. Tento pseudonym poté Kathrine Kressmann Taylor používala do konce života.
V roce 1947 začala vyučovat na Gettysburg College, Gettysburg, Pensylvánie novinářství a tvůrčí psaní. Její manžel zemřel v roce 1953. Po odchodu do důchodu v roce 1966 se odstěhovala do Florencie. Napsala Diary of Florence in Flood (1967, Deníky z Florencie za povodně), kde se inspirovala velkou povodní v roce 1966.
V roce 1967 se podruhé provdala za sochaře Johna Rooda a žili střídavě v Minneapolis, Minnesota a v Val de Pesa poblíž Florencie. John Rood zemřel v roce 1974.
V roce 1995 vyšla kniha Adresát neznámý při příležitosti 50. výročí osvobození nacistických koncentračních táborů a byla přeložena do dvaceti jazyků.
Zemřela v roce 1996.

## Dílo
- Address Unknown (1938, Adresát neznámý) – příběh v dopisech mezi německým židovským obchodníkem s uměním Maxem Eisensteinem, žijícím v San Franciscu a jeho obchodním partnerem Martinem Schulzem, který se vrátil do Německa a pozvolna přebírá nacistickou ideologii. Děj se odehrává v letech 1932 – 1934. Příběh byl zfilmován v roce 1944 režisérem William Cameron Menziesem a dále byl mnohokrát uveden jako divadelní hra.
- Until that day (1942) později pod názvem Day of No Return
- Diary of Florence in Flood (1967, Deníky z Florencie za povodně)

### České překlady
- Adresát neznámý, překlad: Dagmar Steinová, Praha : Academia, 2003, ISBN 80-200-1146-3

### České dramatizace
- Adresát neznámý, v Českém rozhlasu byla kniha zpracována v roce 2003 jako rohlasová hra; podtitul: příběh o přátelství, zradě a pomstě, překlad Dagmar Steinová, režie Lída Engelová. hrají: Jan Hartl, Jiří Dvořák a Josef Somr.
- Adresát neznámý, Praha : Tympanum, 2009, CD - audiokniha, režie: Jan Jiráň, hrají: Marek Eben, Ivan Trojan
- Adresát neznámý, Praha, 2020: Divadlo MA - divadelní inscenace, režie: Marianna Arzumanova, hrají: Janusz Hummel, Jiří Valeš, Alisa Reznikova